# شهبال شب‌پره
شهبال شب‌پره (زادهٔ ۱۱ آبان ۱۳۱۹) خواننده، آهنگساز، ترانه سرا و نوازندهٔ ایرانی است. او همچنین پایه‌گذار گروه بلک کتس، اولین گروه موسیقی پاپ ایرانی است. وی پایه‌گذار گروه «سیلوئت» و «شی با هی» نیز بوده است.

## زندگی
شهبال شب‌پره در ۱۱ آبان ۱۳۱۹ در تهران به دنیا آمد. مادر او در مدرسه موسیقی (کنسرواتوار) تدریس موسیقی می‌کرد و معلم مدرسه نیز بود. پدر او سرهنگ محمد شب‌پره نظامی و نیز آهنگساز، شاعر، و نوازنده پیانو بود. او از ۶ سالگی نواختن پیانو را آغاز کرد. در نوجوانی، پدرش او را برای ادامه تحصیل به یکی از دانشگاه‌های موسیقی انگلستان فرستاد.
وی برادر شهرام شب‌پره است، او یک برادر دیگر به نام شهنام و یک خواهر به نام شهناز دارد.

## پایه‌گذاری بلک کتس

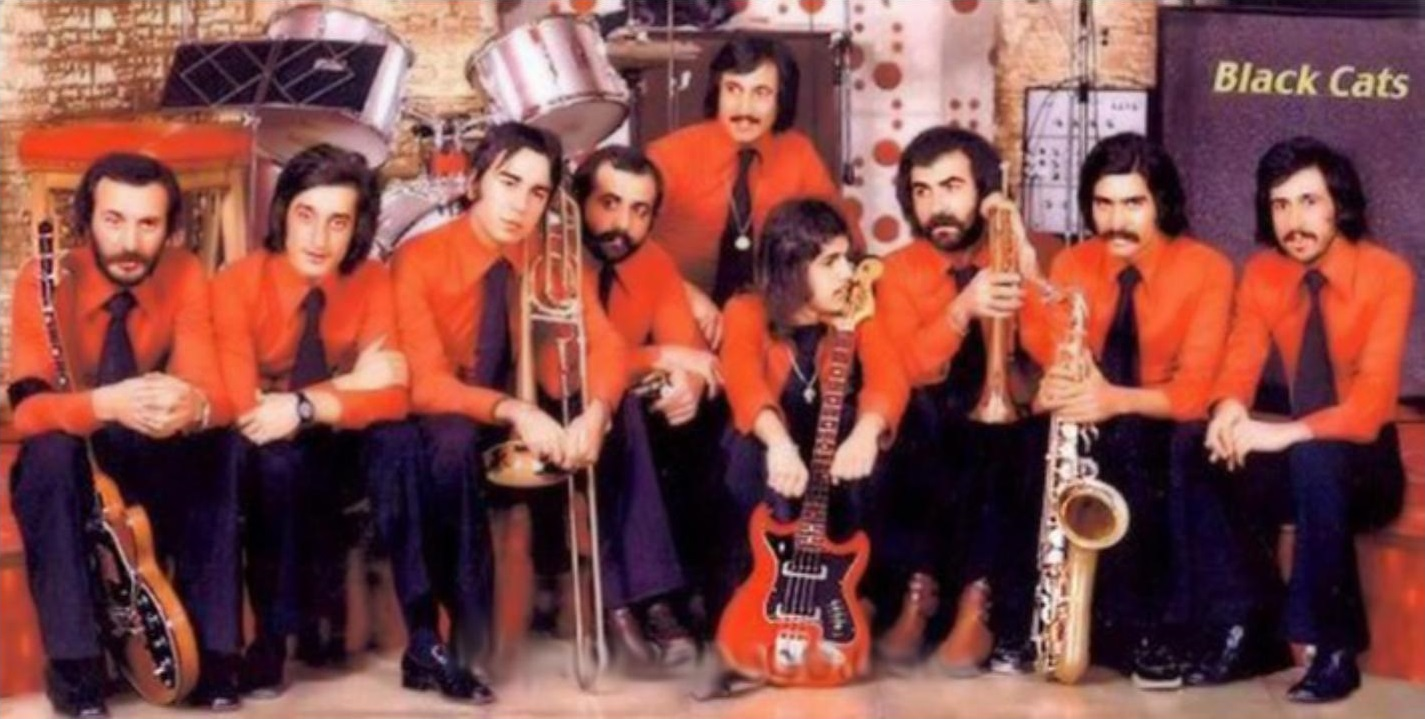
شهبال شب‌پره در آغاز فعالیت حرفه‌ای در گروه بلک کتس در دههٔ ۱۳۴۰ خورشیدی

پس از بازگشت به ایران، گروه بلک کتس را (به انگلیسی: Black Cats) در تهران تشکیل داد. در آن موقع بلک کتس با اولین اعضای خود در سال ۱۳۴۳ شروع به کار کرد.
شهبال بعد از کسب موفقیت‌های بسیار زیاد با گروه بلک کتس در سال ۲۰۰۳ آلبومی به نام پاپ فادر را به بازار ارائه کرد که در آن آهنگی به نام «آهنگ من» وجود دارد که شعر این آهنگ را شهبال به خاطر دختر خود «ملودی» سروده است.